# Emeopedopsis laosensis
Emeopedopsis laosensis är en skalbaggsart som beskrevs av Stefan von Breuning 1965. Emeopedopsis laosensis ingår i släktet Emeopedopsis och familjen långhorningar.
Artens utbredningsområde är Laos. Inga underarter finns listade i Catalogue of Life.